# أودو
أودو (بالإنجليزية: Odoo) هي حزمة أدوات برمجية لإدارة الأعمال، على سبيل المثال: إدارة علاقة العملاء CRM، والتجارة الإلكترونية، والفواتير، والمحاسبة، والتصنيع، والمستودعات، وإدارة المشاريع، وإدارة المخزون. هناك إصدارين لأودو: إصدار المجتمع وهو برمجيات حرة مرخصة بموجب GNU LGPLv3، وإصدار تجاري (بالإنجليزية: Enterprise) يحتوي على ميزات وخدمات إضافية خاصة. يتم تنسيق الكود المصدري لإطار العمل ووحدات تخطيط موارد المؤسسات الأساسية بواسطة شركة أودو أس إي ( Odoo S.A) ومقرها بلجيكا وهو متاح لكل من بيئة SaaS المحلية والجاهزة للاستخدام.

## نظرة عامة
منذ البداية، أصدرت شركة أودوSA (OpenERP SA سابقًا) البرنامج الأساسي كنسخة مصدر مفتوح.  وفي الإصدار V9.0، انتقلت الشركة من نمذج مفتوح المصدر إلى نموذج مفتوح النواة، والذي يوفر برامج للمنشآت قائمة على الاشتراك الشهري والسنوي وبرامج مُستضافة على السحابة كخدمة، بالإضافة إلى إصدار مفتوح المصدر هو النواة الذي ينبني عليها ما سبق لكن لا تشمل كل الخصائص. في عام 2013، تم تشكيل جمعية مجتمع أودو غير الهادفة للربح لتعزيز الاستخدام الواسع النطاق لـ أودوودعم التطوير التعاوني لميزات اودو.
تسمح بنية أودو القابلة للتوسيع لعدد كبير من الافراد المطورين والمؤسسات بتطوير تطبيقات أو خصائص إضافية لأودو ووضعها في المتجر للبيع أو تنزيلها مجانًا. مكونات أودو الرئيسية هي المنصة الأساسية مع وحوالي 30 تطبيقًا أساسيًا (تسمى أيضًا الوحدات الرسمية الرئيسية)، وآلاف الوحدات النمطية للمجتمع.
تم استخدام أودو كعنصر من لتدريب الطلاب بالجامعات بإعتباره منصة مفتوحة المصدر متاحة للتميل والتعديل للطلاب مقارنة بالبدائل التجارية.
تم كتابة الكثير من الكتب والمحتويات و الدروس لأودو خاصة في مجال المحاسبة وتطوير العمل التجاري.   

## تاريخ
في عام 2005، بدأ Fabien Pinckaers، المؤسس والرئيس التنفيذي الحالي لشركة اودو، في تطوير أول منتج برمجي له، TinyERP. بعد ثلاث سنوات، تم تغيير الاسم إلى OpenERP. بدأت الشركة في النمو بسرعة وفي عام 2010، أصبحت OpenERP شركة أكثر من 100 موظف.  
في عام 2013، فازت الشركة بجائزة Deloitte لكونها الشركة الأسرع نموًا في بلجيكا، مع نمو بنسبة 1549٪ على مدى خمس سنوات. 
في عام 2014، تم تغيير اسم الشركة إلى اودو، لتنويع نفسها من مصطلح "ERP".  في عام 2015، قامت شركة Inc. صنفت المجلة أودو ضمن أفضل 5000 شركة خاصة الأسرع نموًا في أوروبا. 

## الجوائز والتكريم
تلقى أودوعدة شهادات تقدير ؛ قبل تغيير اسمها، حصلت على جوائز مثل OpenERP بما في ذلك جائزة Trends Gazelle و Deloitte Technology Fast 50 Award  وجائزة InfoWorld 's BOSSIE 2013.  بعد تغيير اسمها إلى أودو، فازت بجوائز BOSSIE المتتالية في عام 2014،  2015،  و 2016. 

## هندسته

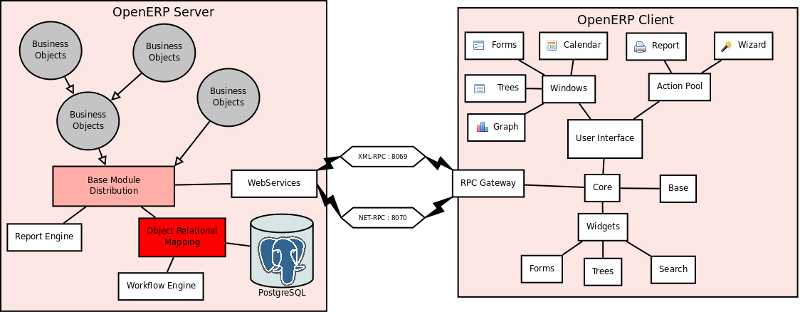
الهندسة

### خدمة العملاء الهندسة المعمارية
Odoo لديها العميل منفصلة ومكونات الملقم. الخادم يعمل بشكل منفصل عن العميل. انه يتعامل مع منطق الأعمال ويتصل مع تطبيق قاعدة البيانات. العميل يقدم المعلومات للمستخدمين، والسماح لهم مع خادم جملة التشغيل و. تطبيقات العميل متعددة متوفرة.

### الخادم & الوحدات
هو مكتوب من جانب الخادم في لغة البرمجة بايثون. العميل يتصل مع الخادم باستخدام XML-RPC الواجهات.
ويتم تنظيم وظائف عمل في وحدات. الوحدة النمطية هي مجلد مع بنية محددة مسبقا تحتوي على رمز بيثون وملفات XML. وحدة نمطية يحدد هيكل البيانات والنماذج والتقارير، والقوائم، والإجراءات وسير العمل، الخ... يتم تعريف وحدات باستخدام بناء الجملة عميل مستقل. لذلك، مشيرا إلى وجوه جديدة، مثل القوائم أو أشكال، يجعلها متاحة لأي عميل.

### العميل التطبيقات
العملاء هم عملاء رقيقة لأنها تحتوي على أي منطق الأعمال. معتمدة رسميا تطبيقات العميل اثنين:
- تطبيق ويب، التي يتم نشرها على ملقم HTTP للسماح للمستخدمين الاتصال باستخدام مستعرض ويب.
- أحد تطبيقات سطح المكتب، وكتب في بيثون، واستخدام أدوات GTK +.

كما تم عملاء البديلة الأخرى التي وضعها المجتمع.

### قاعدة البيانات
و يعتمد أودو علي قاعدة بيانات بوستجري إس كيو إل (PostgreSQL) وهي قاعدة بيانات قوية وتعتبر منافسة لقواعد بيانات مثل أوراكل وميكروسوفت SQL Server، حيث تدعمها وتستخدمها العديد من الشركات مثل EnterpriseDB و Yahoo و Skype وذلك قبل أن تشتري ميكروسوفت سكيب، حيث أنها هي أيضاُ تعد مفتوحة المصدر.